# Alilem

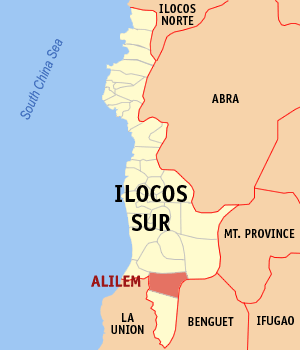
Bản đồ Ilocos Sur với vị trí của Alilem

Alilem là một đô thị hạng 5 ở tỉnh Ilocos Sur, Philippines. Theo điều tra dân số năm 2000 của Philipin, đô thị này có dân số 6.353 người trong 1.168 hộ.

## Các đơn vị hành chính
Alilem được chia ra 9 barangay.
- Alilem Daya
- Amilongan
- Anaao
- Apang
- Apaya
- Batbato
- Daddaay
- Dalawa
- Kiat